# Digital Festival
Das Digital Festival ist eine Schweizer Veranstaltung für Technologie, Innovation und Digitalisierung. Das Digital Festival findet einmal jährlich im September in Zürich statt und hatte 2017 über 3000 Besucher.

## Geschichte
Das Digital Festival wurde 2016 gegründet und zählt zu einer der europäischen Veranstaltungen, an denen Entscheidungsträger, Technologieexperten, Entwickler und Tüftler zusammenkommen, um sich auszutauschen. Seit Beginn ist auch HackZurich, der grösste Hackathon der Schweiz, Teil des Digital Festivals. Das Digital Festival beschäftigt mit neuen Technologien und Trends. Das Digital Festival spricht daher Politiker, Firmengründer, Unternehmer und Führungskräfte an.